# アンドレ・ブリュネ

アンドレ・ブリュネ（Andrée Brunet、1901年9月16日 - 1993年3月30日）は、フランス出身の女性フィギュアスケート選手。1928年サンモリッツオリンピック、1932年レークプラシッドオリンピックペア金メダリスト。1926年、1928年、1930年、1932年世界フィギュアスケート選手権ペアチャンピオン。パートナーは夫でもあるピエール・ブリュネ。結婚前の登録名はアンドレ・ジョリー（Andrée Joly）。リフトやサイドバイサイドでのジャンプ、スピンなどを取り入れ「ペアの歴史を変えた」と称される。

## 経歴

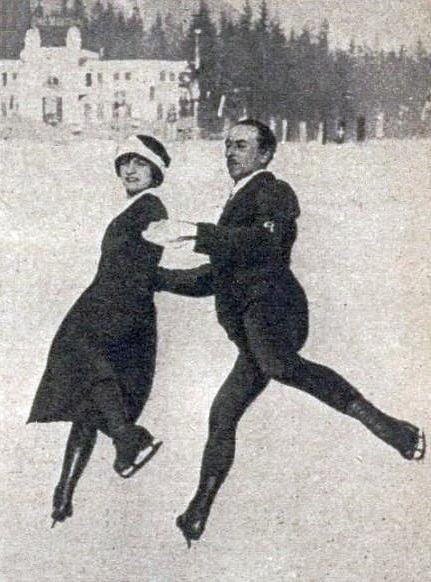
1924年

- 1924年シャモニーオリンピックにペアと女子シングルで出場し、ペアで銅メダルを獲得。
- 1926年、1928年、1930年、1932年世界フィギュアスケート選手権優勝。
- 1928年サンモリッツオリンピックでも再びペアと女子シングルで出場し、ペアで金メダルを獲得。
- 1929年、ピエール・ブリュネと結婚。
- 1932年レークプラシッドオリンピックで2大会連続となる金メダルを獲得。
- 引退後はアメリカでコーチを務め、1960年スコーバレーオリンピック金メダリストのキャロル・ヘイスや1984年サラエボオリンピック金メダリストのスコット・ハミルトンを育てた。
- 1976年世界フィギュアスケート殿堂入り。
- 1993年3月30日、アメリカで死去。

## 主な戦績

### ペア
| 大会/年      | 23-24 | 24-25 | 25-26 | 26-27 | 27-28 | 28-29 | 29-30 | 30-31 | 31-32 |
| ------------ | ----- | ----- | ----- | ----- | ----- | ----- | ----- | ----- | ----- |
| オリンピック | 3     |       |       |       | 1     |       |       |       | 1     |
| 世界選手権   |       | 2     | 1     |       | 1     |       | 1     |       | 1     |
| 欧州選手権   |       |       |       |       |       |       |       |       | 1     |

### 女子シングル
| 大会/年      | 23-24 | 24-25 | 25-26 | 26-27 | 27-28 |
| ------------ | ----- | ----- | ----- | ----- | ----- |
| オリンピック | 5     |       |       |       | 11    |